# Hassan II - De Gaulle - Ben Barka : Ce que je sais d'eux
Hassan II - De Gaulle - Ben Barka : Ce que je sais d'eux est un livre de Maurice Buttin (avocat honoraire), du genre historique, paru en 2010 puis réédité en 2015. Il traite de ce qui est appelé plus communément « l'affaire Ben Barka, », affaire dont il est chargé et représente la famille Ben Barka.

## Résumé de l’œuvre
À travers ce livre, Maurice Buttin met en lumière l'affaire Ben Barka dans son contexte tant social que politique et économique. Avec une préface de Bachir Ben Barka, fils aîné du leader de l'opposition marocaine, cette œuvre retrace le combat mené par Mehdi Ben Barka. Pendant dix ans ce dernier luttera contre la répression exercée par la pouvoir féodal à l'intérieur du pays et en faveur des peuples du Tiers-Monde à l'extérieur, avant de disparaître dans des circonstances mystérieuses.
Ce livre est aussi l'occasion de montrer l'action déterminante dans ce crime, d'agents marocains aux ordres du roi mais aussi celle des policiers, hommes des services secrets et personnalités françaises importantes.
Cinquante ans après la « disparition » de l'un des grands hommes du Tiers-monde, cette œuvre fait la lumière sur de nombreux points restés jusqu'à présent méconnus.

## À propos de l'auteur
Maurice Buttin est né le 10 décembre 1928 à Meknès (Maroc) de parents savoyards. Inscrit au barreau à Rabat en 1954, il fait dès lors la connaissance de nombreux dirigeants nationalistes dont Mehdi Ben Barka. C'est d'ailleurs lors de la disparition de ce dernier que Me Buttin deviendra l'avocat de la famille Ben Barka et le restera pendant plus de 50 ans. Aujourd'hui encore, il se bat pour faire la lumière sur cette affaire, qui deviendra le combat de sa vie .

## Récompense
Pour son livre, Maurice Buttin s'est vu remettre, le 12 décembre 2011, le 28e Prix littéraire des nouveaux droits de l’homme par le président du Sénat, Jean-Pierre Bel.